# Topsentia megalorrhapis
Topsentia megalorrhapis är en svampdjursart som först beskrevs av Carter 1881.  Topsentia megalorrhapis ingår i släktet Topsentia och familjen Halichondriidae. Inga underarter finns listade i Catalogue of Life.